# 東方尖唇魚
東方尖唇魚（学名：Oxycheilinus orientalis），又名東方龍、汕散仔、闊嘴郎、東方鸚鯛，为輻鰭魚綱鱸形目隆頭魚亞目隆頭魚科尖唇魚屬下的一个种，分布於印度西太平洋區，從紅海至馬里亞納群島、加羅林群島海域，棲息深度10-80公尺，本魚體呈紡錘形，頭大，長而略尖，鼻子側面和眼睛下方的頭部有小暗邊白色到淡藍綠色斑點；虹膜橙黃色，有藍色環，眼睛後緣黑色，上方有明亮的藍綠色斑點。尾鰭末端突出略呈弧形，上下葉略突出。成魚體色為紅褐色，頭部帶有橘紅色條紋，體側鱗片均有橘紅色邊緣，臀鰭橘紅帶褐色，腹鰭橘紅色，基部有一暗色斑，尾鰭鰭條深綠色，體中央有一縱紋，後部較淡。小型成魚體色為淺紅色，背部有粉紅色的細斑點，腹側有白色的斑點，從下巴到眼睛以及沿著身體側面到尾鰭中基部有橙黃色條紋，身體上有寬闊的條紋，上面和下面有寬的白色縱帶，身體中部的鱗片邊緣有垂直的紅線，中側有兩個鮮紅色小斑點，一個位於背鰭柔軟部分中部下方，另一個位於尾鰭基部，背鰭硬棘9枚、背鰭軟條10枚、臀鰭硬棘3枚、臀鰭軟條8枚、脊椎骨23個，體長可達20公分，成魚棲息珊瑚生長的礁石區，幼魚常躲在海百合及軟珊瑚中，屬肉食性，以魚類、甲殼類等為食，可作為觀賞魚及食用魚。
其种加词“orientalis”意为“东方的”。